# Герб Холмского городского округа
Герб муниципального образования «Холмский городской округ» Сахалинской области Российской Федерации является официальным символом муниципального образования, подчеркивающим его принадлежность территории Сахалинской области, отражающим особенности социально-экономического и географического положения, символом единства исторических и культурных традиций.

## Описание и обоснование символики
В лазури (синем, голубом) серебряный морской якорь и золотой канат, уложенный в повышенный пояс и затянутый узлом вокруг кольца якоря. В золотой главе щита четыре зелёных холма: один посередине, два справа, один слева.
Герб по своему содержанию един и гармоничен: все фигуры герба аллегорически показывают Холмский район и его жителей как тружеников, огромный вклад которых в экономическое, культурное, духовное развитие своего родного города и Сахалинской области имеет немаловажное значение. Зелёные холмы говорят о названии города Холмска, центра района, делая, тем самым, герб «гласным». Зелёный цвет дополняет символику природы района, а также этот цвет символизирует плодородие, жизнь, возрождение, надежду и здоровье. Связь острова Сахалина с материком (в гербе это условно обозначено краями щита) обеспечивается посредством единственной в России морской паромной переправы, что аллегорически показано в гербе золотым канатом, затянутым узлом на кольце якоря. Золото в геральдике символизирует прочность, величие, интеллект, великодушие, богатство. Серебро в геральдике — символ веры, чистоты, искренности, чистосердечности, благородства, откровенности и невинности. Современный Холмск является центром морского рыболовства: добыча и переработка рыбы и морепродуктов — это одна из ведущих отраслей хозяйства, что также символизирует якорь — древнейший символ человечества, связанный с профессией мореплавателей. Лазоревое поле герба передает географическое расположения Холмского района — на берегу залива Невельского Татарского пролива Японского моря. Лазурь в геральдике — символ возвышенных устремлений, мышления, искренности и добродетели.
Герб Холмского района разработан при содействии Союза геральдистов России. Авторы герба: Евгений Левицкий (Холмск), Юрий Метельский (Холмск), А. Т. Тулебаева (Холмск) — идея герба; Константин Мочёнов (Химки) — реконструкция герба; Роберт Маланичев (Москва) — художник; Сергей Исаев (Москва) — компьютерный дизайн; Галина Туник (Москва) — обоснование символики.
Герб утверждён решением № 22/2-290 сессии Холмского районного Собрания второго созыва 10 июля 2002 года.
Герб внесён в Государственный геральдический регистр Российской Федерации под № 1009.

## История герба

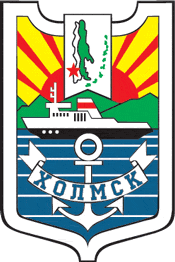
Герб Холмска (1972)

13 апреля 1972 года решением № 84 исполнительного комитета Холмского городского Совета депутатов трудящихся был утверждён герб города Холмск.
Герб имел следующее описание:

«Щит пересечённый. В верхнем поле червлёное солнце, испускающее лучи, восходящее из-за зелёных холмов. Поверх всего укороченный серебряный столб с графическим изображением островов. В нижнем лазоревом поле шестикратно повторяющимися узкими серебряными поясами серебряный же якорь, поверх которого лента с наименованием города лазурью, сопровождаемый вверху стилизованным серебряно-чёрным паромом».

Авторы герба города Холмск: Е. Я. Левицкий и А. Т. Тулебаева.
В 2002 году при создании герба Холмского района Союз геральдистов России взял за основу герб Холмска, произведя его геральдическую реконструкцию.
Изображение холмов и якоря, присутствующее на гербе Холмска, композиционно вошли в официальный герб Холмского района и впоследствии Холмского городского округа.
В советский период, в общей серии гербоподобных значков Сахалинской области, был выпущен сувенирный значок с изображением эмблемы города Холмска (не утверждённый). В щите коричневого цвета стилизованные изображения «розы ветров», рыболовецкого сейнера, рыбы, автобуса и железнодорожного локомотива. Глава щита сине-красная (цветов флага РСФСР) с золотыми серпом и молотом и звездой на червлёной части, сопровождаемая внизу выпуклой червлёной лентой с названием города золотом.
В 2006 году Холмский район был преобразован в Холмский городской округ.
28 сентября 2006 года, решением сессии Собрания муниципального образования «Холмский городской округ» третьего созыва № 19/3-190, предыдущие решения были признаны утратившими силу и утверждено новое положение о гербе городского округа, не изменившее рисунок герба 2002 года.